# Vought XF5U
Le Vought XF5U Flying Pancake (Crêpe volante) est un avion de chasse expérimental destiné à l'US Navy, conçu par Charles H. Zimmerman durant la Seconde Guerre mondiale. Il tire son surnom de sa forme peu orthodoxe, la majeure partie de la surface portante étant en forme de disque arrondi.

## Design & développement

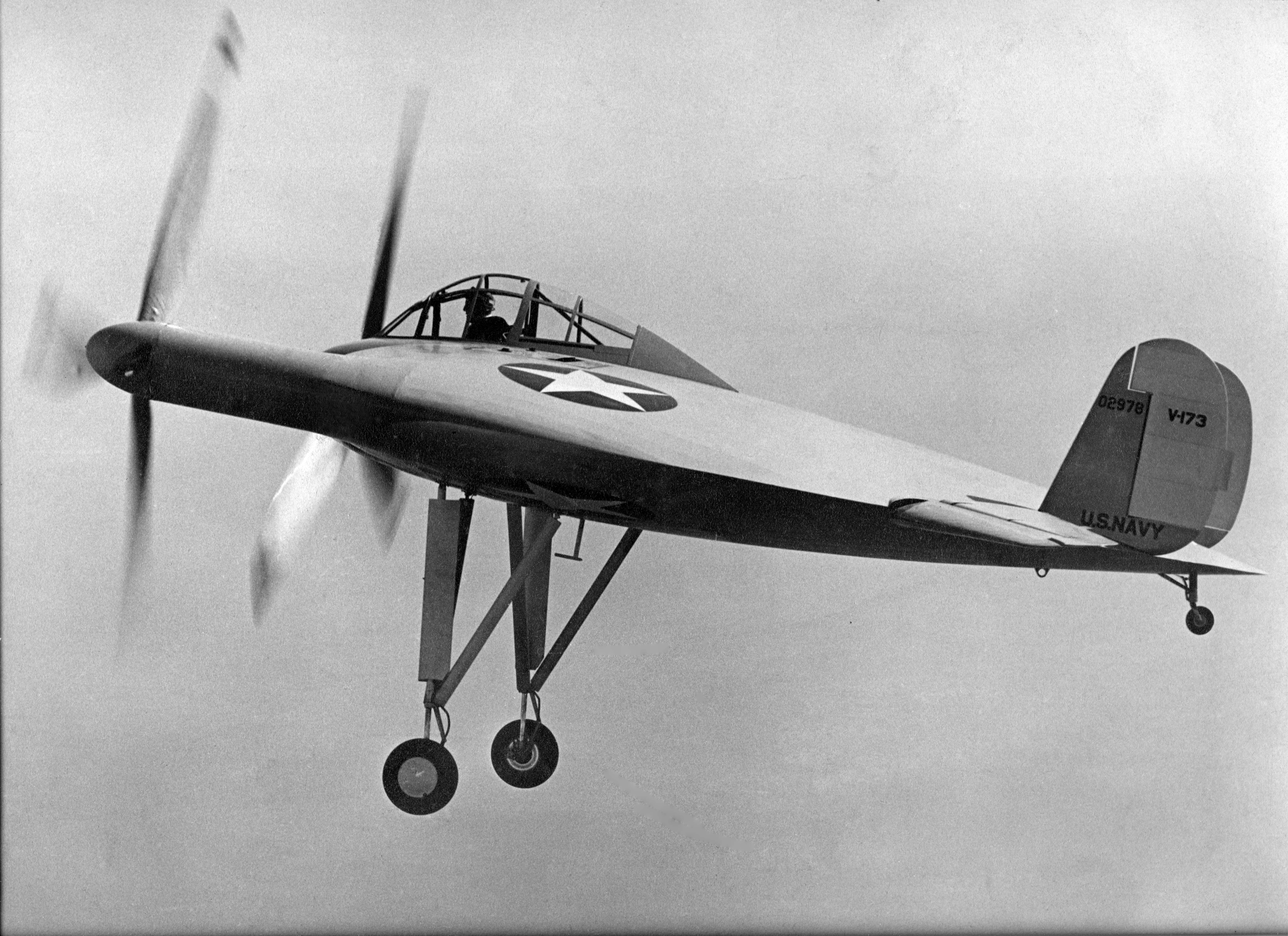
Prototype Vought V-173.

Directement dérivé du prototype Vought V-173 (en), le XF5U-1 était un projet de plusieurs millions de dollars qui aurait dû déboucher sur le premier chasseur embarqué ADAV/ADAC ou STOL (short take-off and landing).
De construction entièrement métallique et avec deux moteurs en étoile Pratt & Whitney R-2000 il était cinq fois plus lourd que le prototype. Cette configuration fut choisie pour créer un avion avec une faible vitesse de décollage/atterrissage mais avec une vitesse de croisière élevée.
Le XF5U n'aurait jamais dû pouvoir voler, en raison d'une surface portante trop petite. Normalement, une aile avec un allongement aussi réduit engendre des performances aérodynamiques très médiocres, dues en grande partie à la trainée produite par les saumons ou le bord de fuite. Sur un avion conventionnel, des vortex se créent derrière l'aile vers les extrémités, à cause de la rencontre du flux d'air s'écoulant sur la partie supérieure de l'aile et au flux s'écoulant en dessous de l'aile (phénomène de portance). La création de ce mouvement consomme de l'énergie, ce qui se traduit par une traînée induite.
L'approche habituelle pour réduire ces vortex est de construire une aile avec un allongement élevé, c'est-à-dire longue, étroite et effilée au détriment de la manœuvrabilité. Le XF5U surmonte ce problème de tourbillons en utilisant des hélices qui annulent ce phénomène. En effet, ces hélices sont placées de telle façon qu'elles tournent dans le sens opposé au vortex, ce qui maintient le flux de haute pression au-dessous de l'aile. C'est pourquoi en réduisant ce phénomène de traînée, le XF5U peut voler grâce à une section d'aile plus réduite, avec une manœuvrabilité accrue et une structure alaire plus résistante.
Une autre particularité du prototype était que ces hélices avaient la possibilité (limitée) de basculer en arrière, pour ressembler à une rotor d'hélicoptère. Le problème avec ce genre de configuration, est que le rayon des hélices occupe la totalité de l'espace frontal de l'appareil. Ce qui rend toute configuration classique d'armement (sous les ailes) de mitrailleuses, canons et missiles virtuellement impossible. Bien que le prototype fut désarmé, le cahier des charges prévoyait une combinaison de mitrailleuses et de canons qui devait être installés sous le nez de l'appareil. En outre, le radar devait être monté en avant des hélices, pour éviter les interférences. Un siège éjectable avait été prévu, pour permettre au pilote de se dégager des larges hélices en cas d'urgence.

## Essais et évaluations
La conception du XF5U était prometteuse : les spécifications communiquées promettaient de pouvoir évoluer comme un hélicoptère, tout en ayant une amplitude de vitesse de 0 à 885 km/h. La compagnie Chance Vought, vite débordée par la production en série du F4U Corsair et du Vought OS2U Kingfisher, retarda le premier vol de l'appareil, bien qu'un exemplaire fut prêt en 1943. Malheureusement, ce projet arriva au moment où la Navy remplaçait ses avions à hélices par des jets. En 1946, le projet XF5U-1 avait déjà largement dépassé le temps et les budgets prévus. À la vue de ces faits (en plus de la fin de la guerre), la Navy abandonna finalement le projet le 17 mars 1947 et le prototype (V-173) fut transféré au Smithsonian Museum.
Bien que deux XF5U-1 furent construits, un seul servit pour des tests de roulage sans jamais pouvoir régler le problème de vibrations. Ces tests de taxi à l'usine Vought du Connecticut ont abouti à de brefs bonds, mais ils ne seront pas considérés comme des vrais vols,. Le seul XF5U-1 entièrement construit s'avéra tellement solide qu'il dut être détruit avec une boule de démolition.

### Développement lié
Le Vought XF5U est le modèle de série final du prototype Vought V-173 (en).

### Aéronefs comparables
- Sack AS-6 (en)
- Sukhanov Diskoplan 1